# 南湾 (佛罗里达州)
南湾（英語：South Bay），是美国佛罗里达州下属的一座城市。建立于1941年。面积约 为9.6平方公里（约合3.7平方英里）。根据2010年美国人口普查，该市有人口4,876人。论人口在本州排行第 217。